# مارگاریتا ماتولیان
مارگاریتا تیگرانی ماتولیان (ارمنی: Մարգարիտա Տիգրանի Մատուլյան; انگلیسی: Margarita Matulyan؛ زادهٔ ۷ ژوئن ۱۹۸۵) یک مجسمه‌ساز اهل ارمنستان است.

## زندگی‌نامه
مارگاریتا ماتولیان در سال ۱۹۸۵ در ایروان در یک خانواده هنرمند به دنیا آمد. پدر وی تیگران ماتولیان هنرمند و نقاش سرشناسی می‌باشد. وی از آکادمی دولتی هنرهای زیبای ارمنستان فارغ‌التحصیل شده است. ماتولیان از ۲۰۱۰ عضو اتحادیه هنرمندان ارمنستان می‌باشد.
وی مجسمه‌های از جنس کاغذ مس و برنز خلق می‌کند.

## آثار
- شاهزاده و شاهدخت،  مس،  ۲۰۱۰ (۲مین جایزه در مسابقات اختصاص داده شده به روز سارگیس مقدس)
- قدم زدن،  مس،  ۲۰۱۰
- Pegas, برنز،  ۲۰۱۰
- ماهی،  مس،  ۲۰۱۲
- عروس،  کاغذ،  ۲۰۱۴
- ماهی،  کاغذ،  ۲۰۱۰
- جغد،  کاغذ،  ۲۰۱۳
- شوالیه،  کاغذ،  ۲۰۱۰
- پادشاه،  برنز،  ۲۰۱۳

## نگارخانه

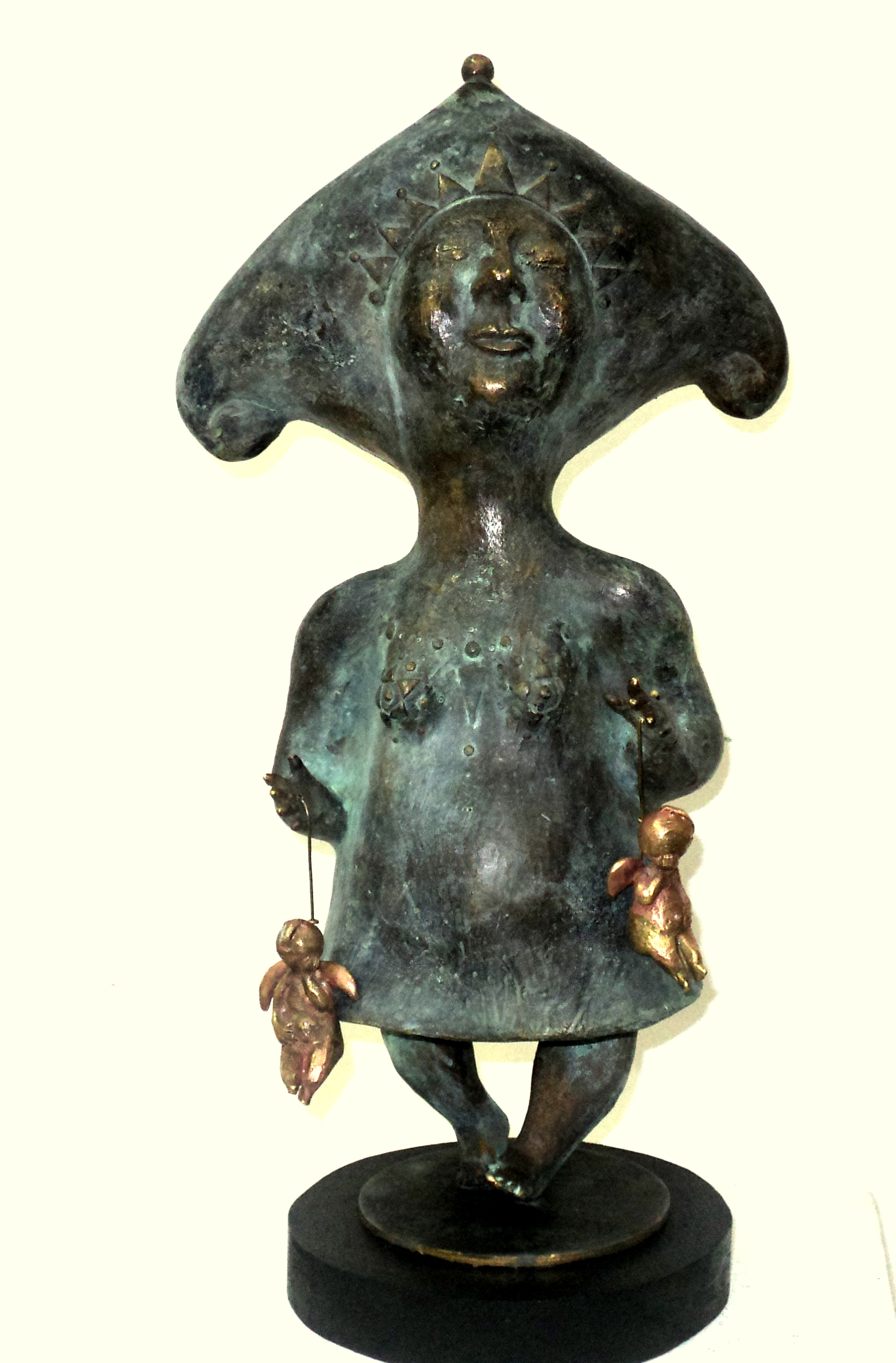
دلقک،  برنز
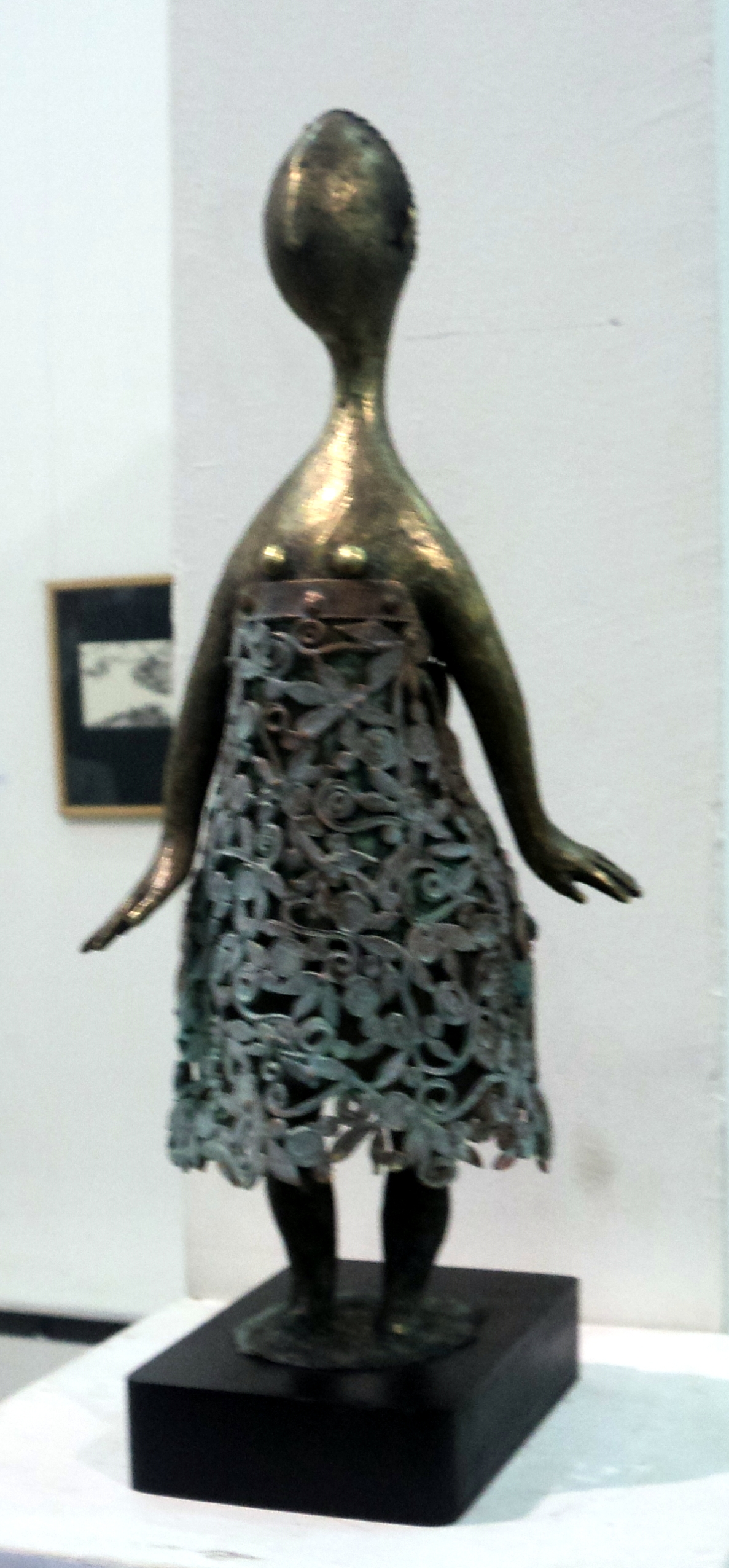
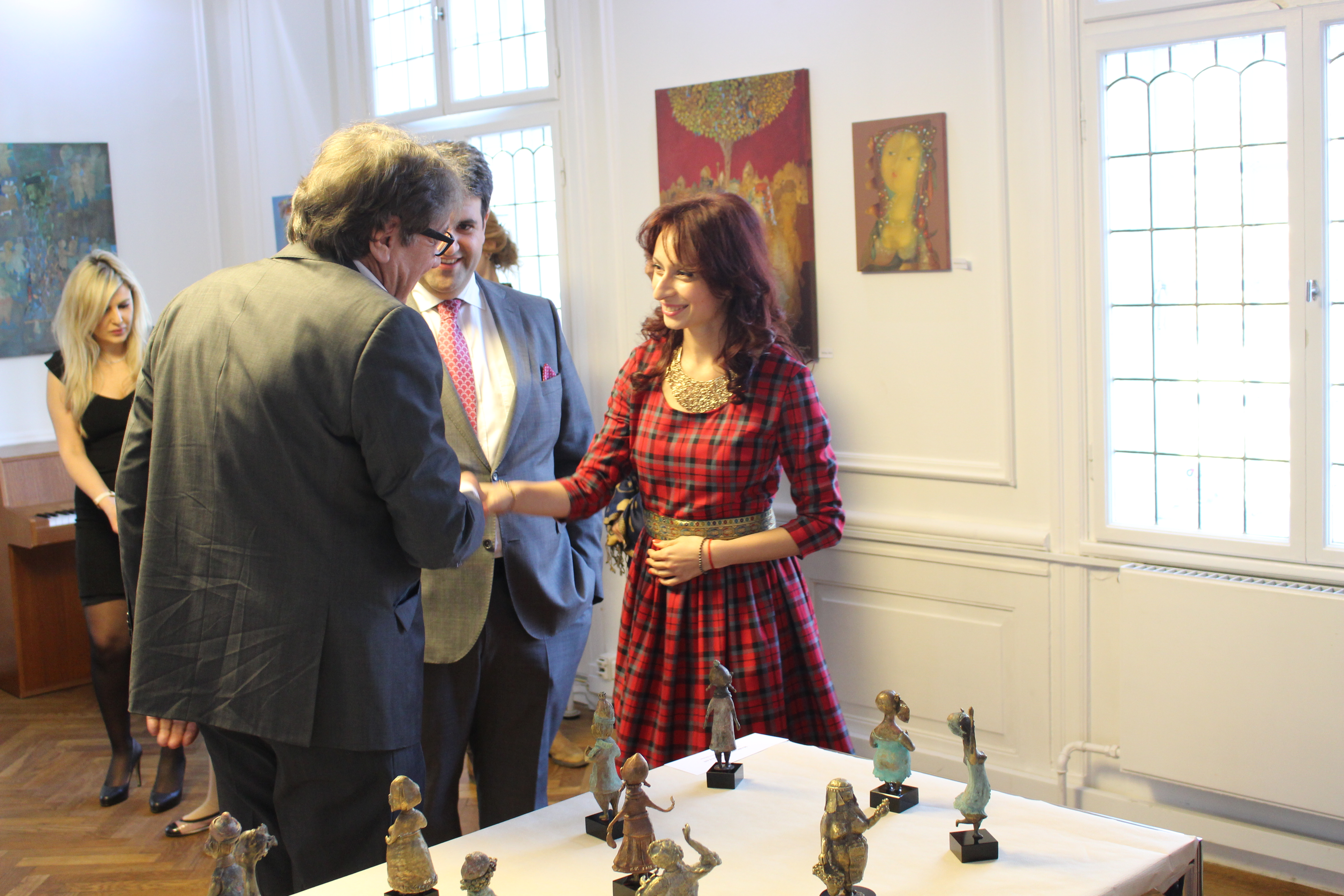